# St. Mauritius (Himmelsberg)

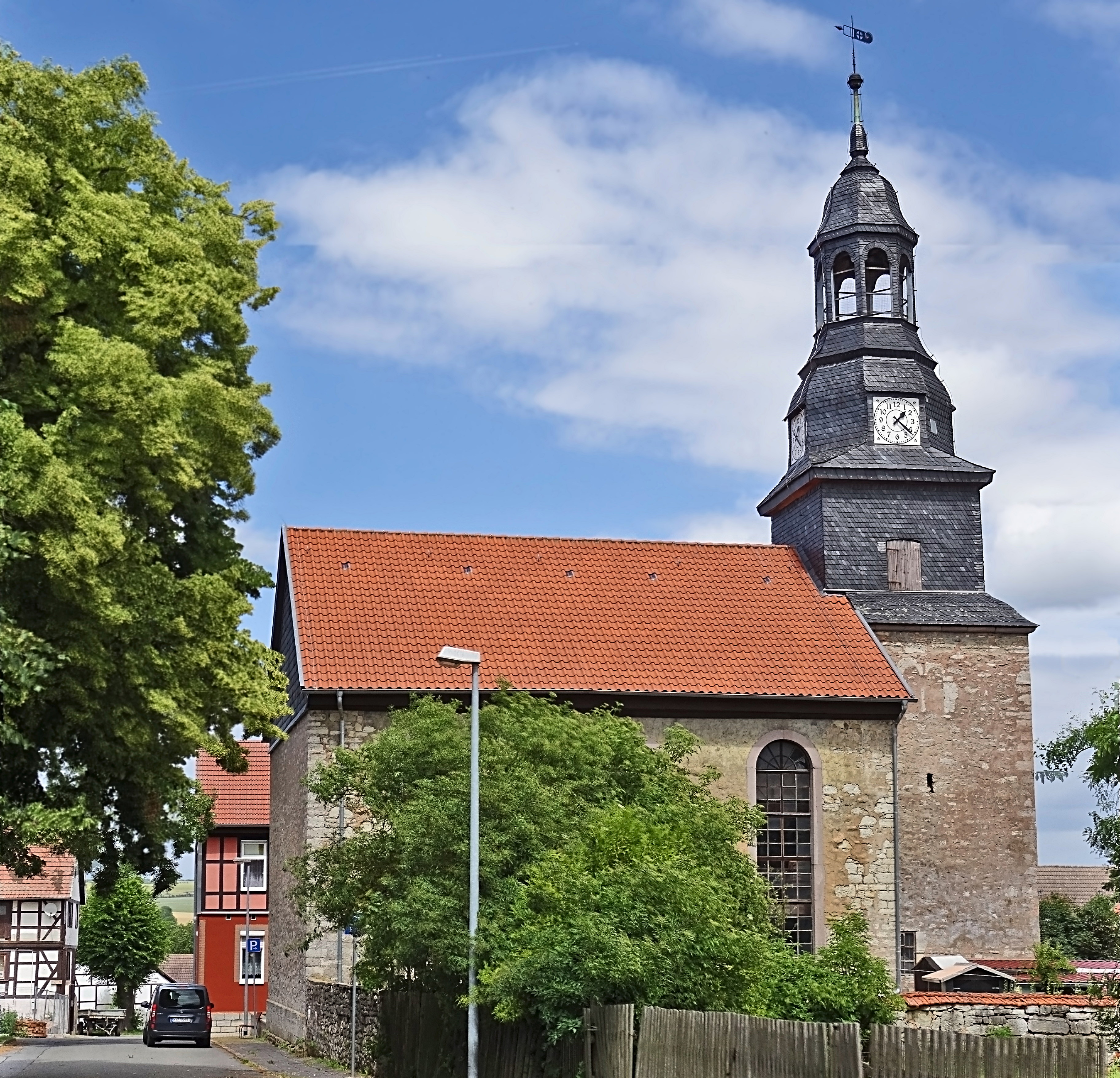
Himmelsberg, St. Mauritius

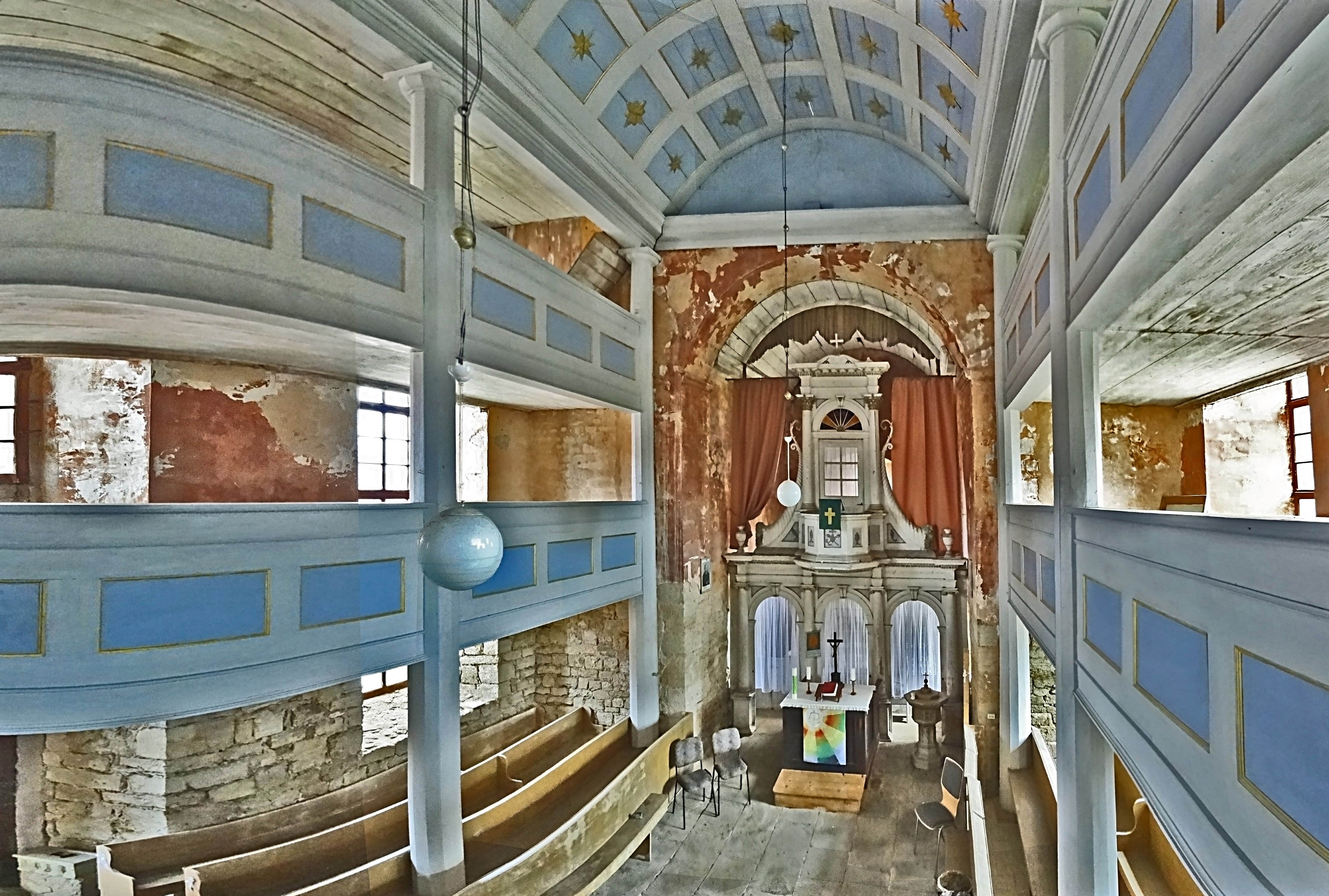
Innenansicht

Die evangelisch-lutherische Kirche St. Mauritius steht in der Schulgasse von Himmelsberg, einem Ortsteil der Kreisstadt Sondershausen im Kyffhäuserkreis von Thüringen. Die Kirchengemeinde Himmelsberg gehört zum Pfarrbereich Holtzthaleben der Pfarrei Ebeleben-Holtzthaleben im Kirchenkreis Bad Frankenhausen-Sondershausen in der Evangelischen Kirche in Mitteldeutschland.

## Beschreibung
Die Saalkirche von 1842–45 hat den eingezogenen Chorturm des Vorgängerbaus aus Bruchsteinen aus dem 12. Jahrhundert übernommen. Das Kirchenschiff mit seinen Rundbogenfenstern ist mit einem Satteldach bedeckt. Der Innenraum ist mit einem hölzernen Tonnengewölbe überspannt, dem eine Kassettendecke aufgemalt ist. Die Biforien im Unterteil des Turms sind teilweise vermauert. Ein verschieferter Aufsatz trägt eine achtseitige Haube mit den Turmuhren. Darauf thront eine offene Laterne. Die einheitliche Kirchenausstattung stammt aus der Bauzeit. Im Joch des Turms befindet sich ein spitzbogiges Sakramentshaus. Die Glocken sind aus dem 14. Jahrhundert und von 1502.

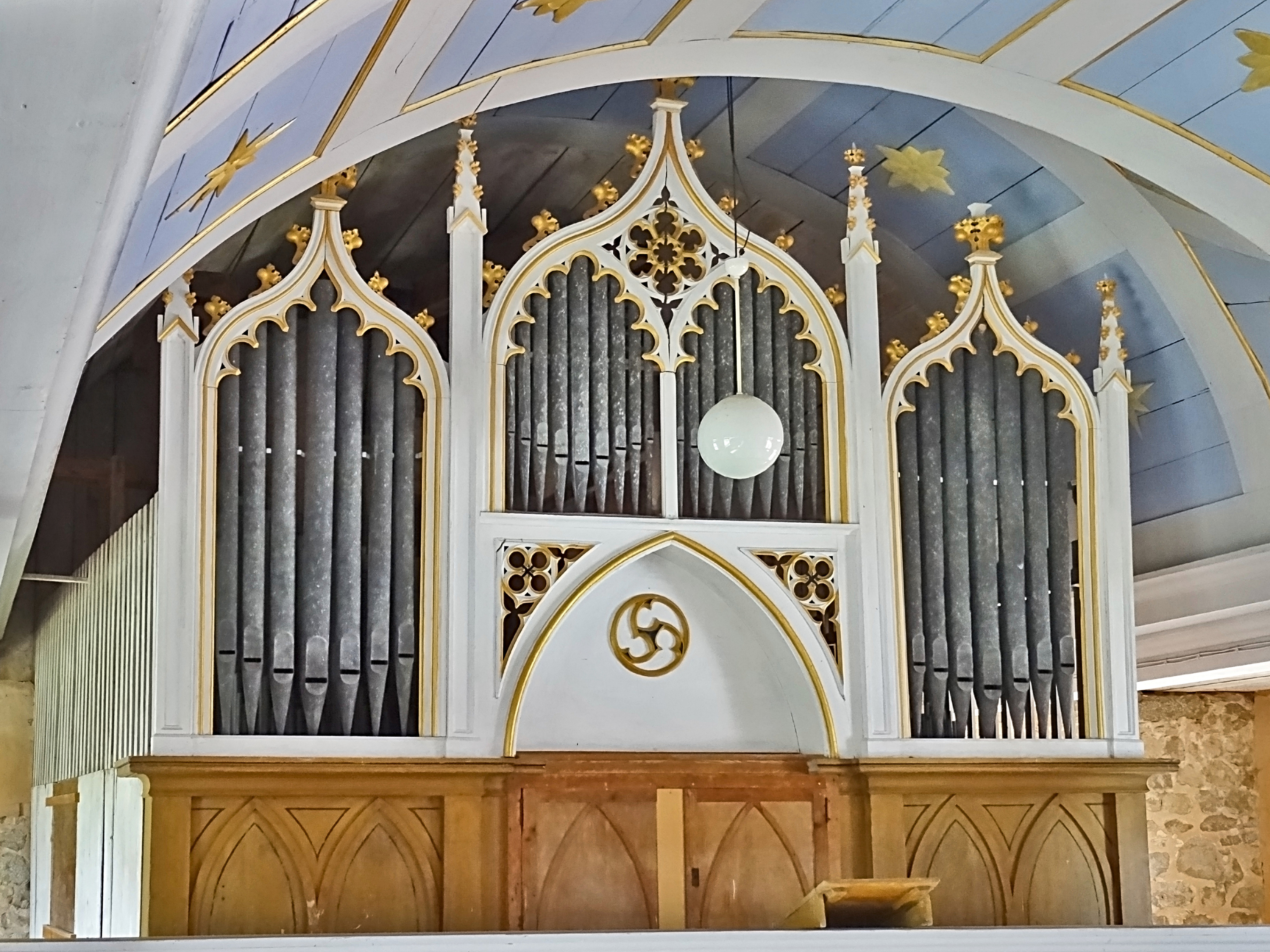
Strobel-Orgel

Die Orgel mit 15 Registern, verteilt auf ein Manual und ein Pedal, wurde 1847 von Julius Strobel gebaut.